# Панківська сотня
Панківська сотня (1649—1654)  — військова одиниця Миргородського полку за Гетьманщини (Військо Запорозьке Городове).
Згадана в «Реєстрі» 1649 року на чолі з сотником Феськом Чигирином. Сотенним центром, ймовірно, було село Панки (Паньки) неподалік Хорола, яке нині не існує. Можливо також, що це іменна сотня (друга Хорольська) за прізвищем сотника Панка.
В актах 1654 року сотня вже не згадується. Можливо була ліквідована після Білоцерківської угоди 1651 року.